# Partido Ecológico Ruso "Los Verdes"
El Partido Ecológico Ruso "Los Verdes" (en ruso: Российская экологическая партия "зелёные") es un partido político en Rusia. Representa posiciones ecologistas y apoya las políticas del presidente Vladímir Putin.
En 1992 se fundó el movimiento ecológico "Kedr". En 1994 se transformó en el Partido Ecológico Constructivo "Kedr". En las elecciones legislativas  de 1993 obtuvo un escaño en la Duma Estatal. En 2002 adoptó su nombre actual.
Pese a ser un partido minoritario a nivel nacional, ha logrado varios éxitos a nivel regional. En las elecciones regionales rusas de 2007, "Los Verdes" obtuvieron el 7,58% de los votos en el Óblast de Samara, consiguiendo representación en la Duma Regional de Samara. En 2013 participó en las elecciones regionales de Kabardino Balkaria, obteniendo un 5,11% de los votos y dos escaños en su parlamento.
En las últimas elecciones legislativas, celebradas en 2016, alcanzó un 0,76% de los votos. En las elecciones presidenciales de 2018 apoyaron al presidente Vladímir Putin.